# Лань (Воклюз)
Лань (фр. Lagnes) — коммуна во французском департаменте Воклюз региона Прованс — Альпы — Лазурный Берег. Относится к кантону Л’Иль-сюр-ла-Сорг. 

## Географическое положение

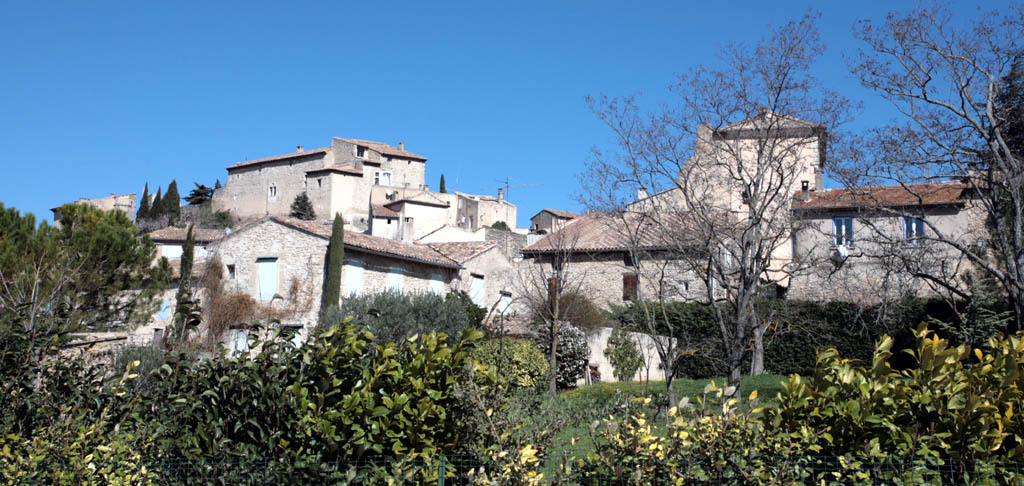
Вид на Лань.

Лань расположен в 25 км к востоку от Авиньона. Соседние коммуны: Фонтен-де-Воклюз на севере, Горд на северо-востоке, Кабрьер-д’Авиньон на востоке, Кустелле на юго-востоке, Л’Иль-сюр-ла-Сорг на северо-западе.				

## Демография
Население коммуны на 2010 год составляло 1681 человек.
| 1962 | 1968 | 1975 | 1982 | 1990 | 1999 | 2010 |
| ---- | ---- | ---- | ---- | ---- | ---- | ---- |
| 1018 | 1025 | 1021 | 1108 | 1397 | 1473 | 1681 |

## Достопримечательности
- Замок XIII века, развалины XVI и XVII веков; бывшая часовня Сент-Антуан XII века — памятник истории — во внутреннем дворе замка.
- Две круговые башни, старые городские ворота, развакины XIV—XV веков.
- Церковь Сен-Пьер, построена в 1844 году, колокольня 1746 года от бывшей церкви Нотр-Дам-дез-Анж.
- Остатки чумной стены.

## Галерея

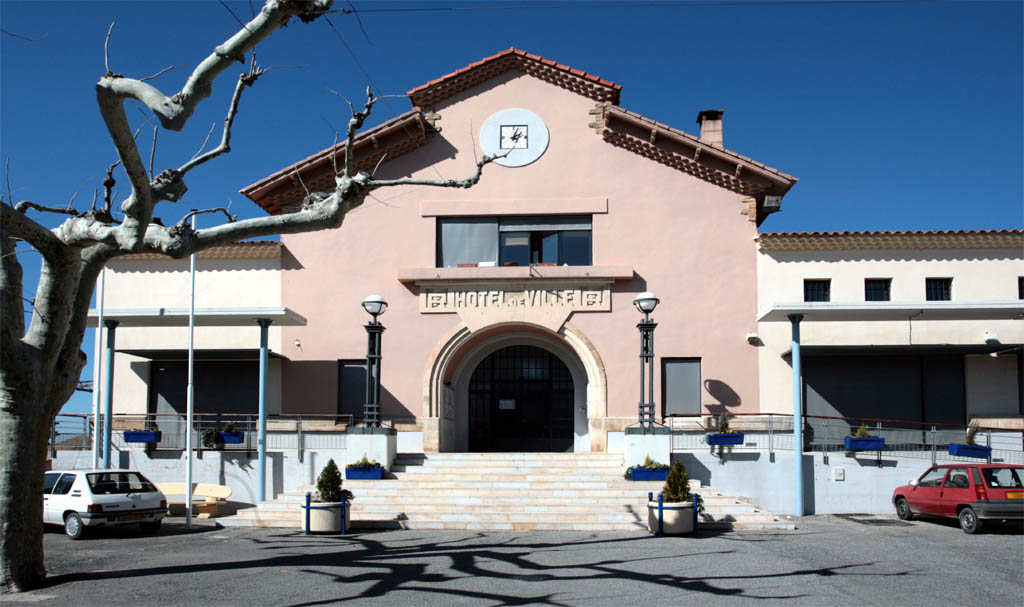
Мэрия.
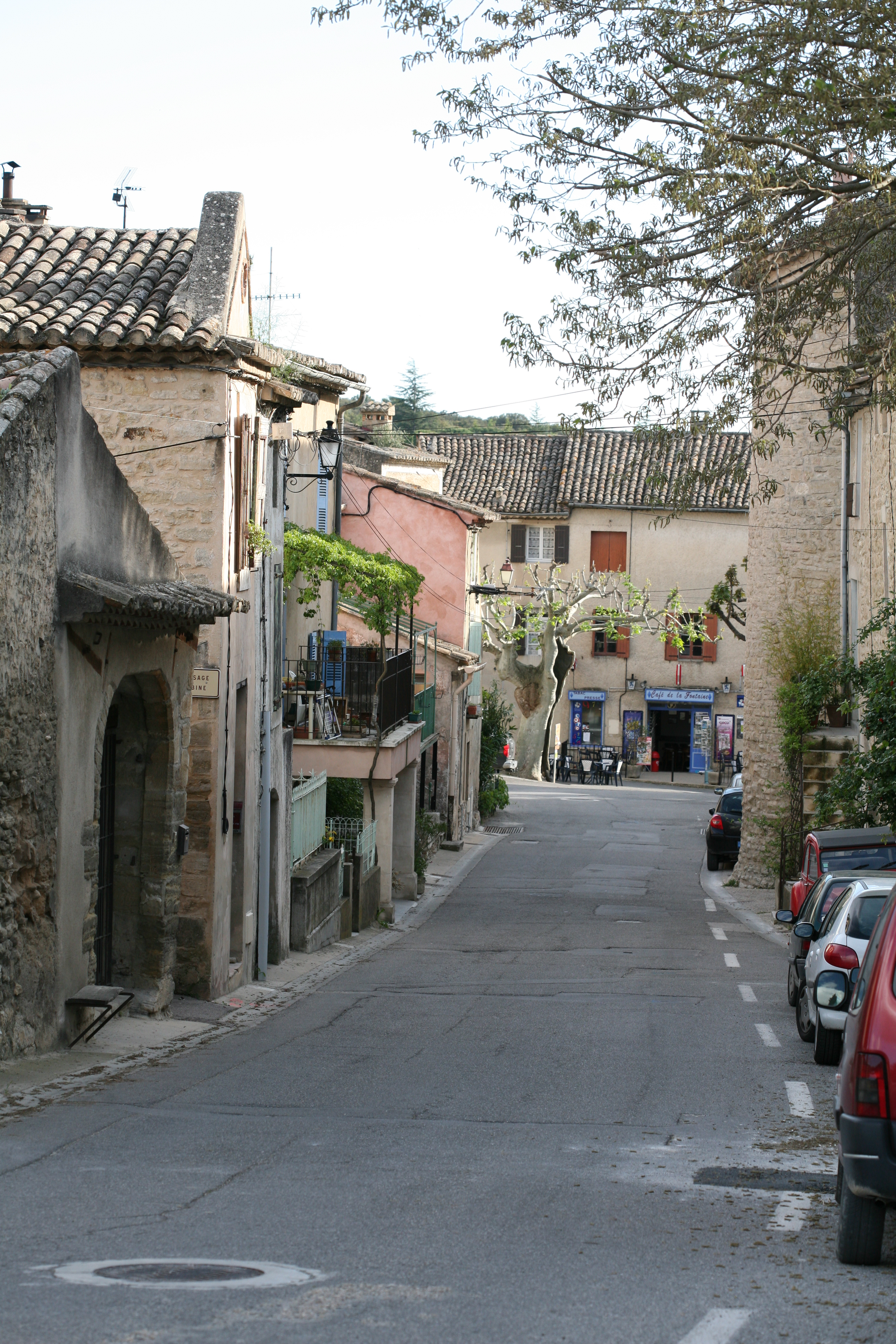
Городская улица.
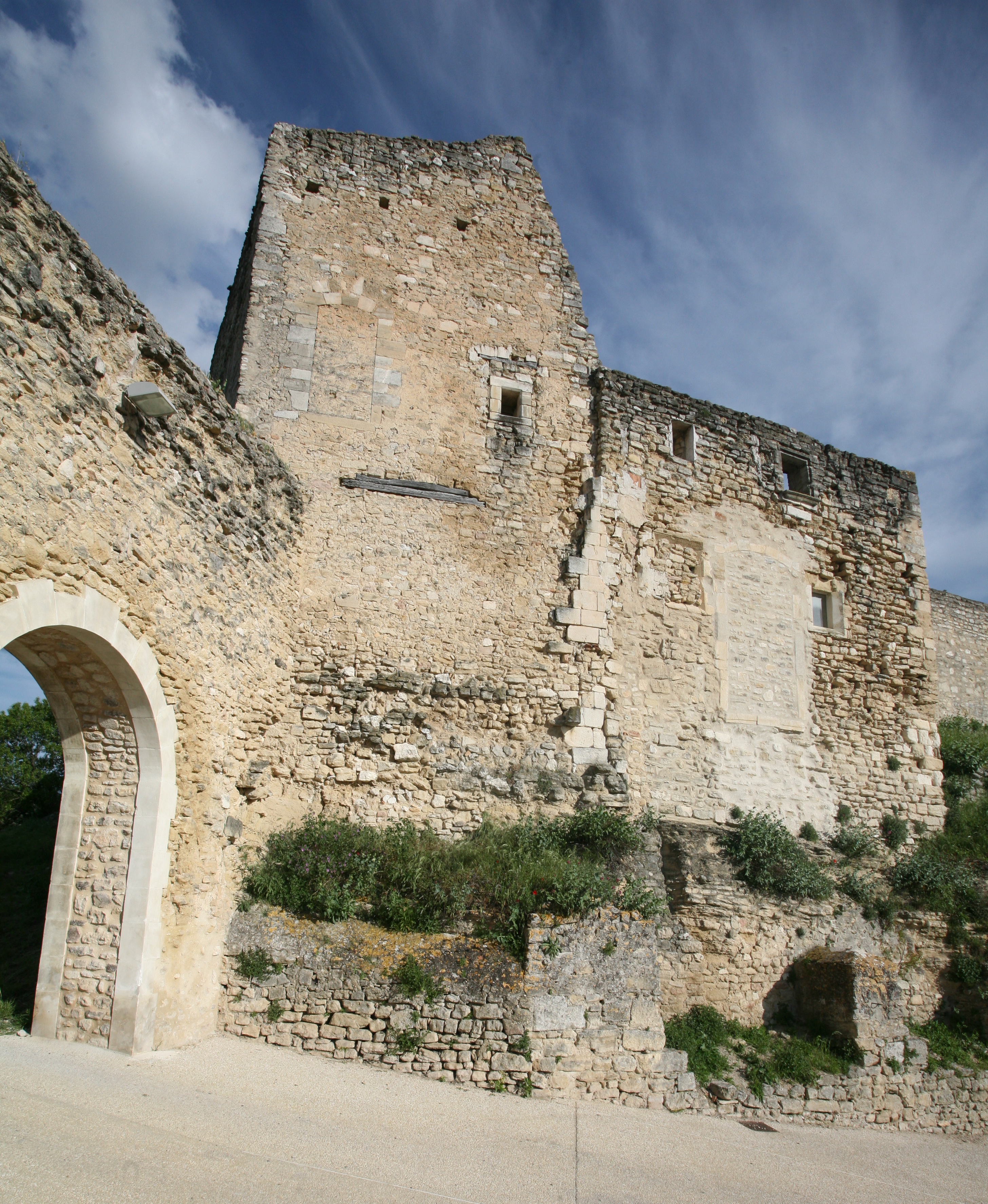
Замок, вид с запада.
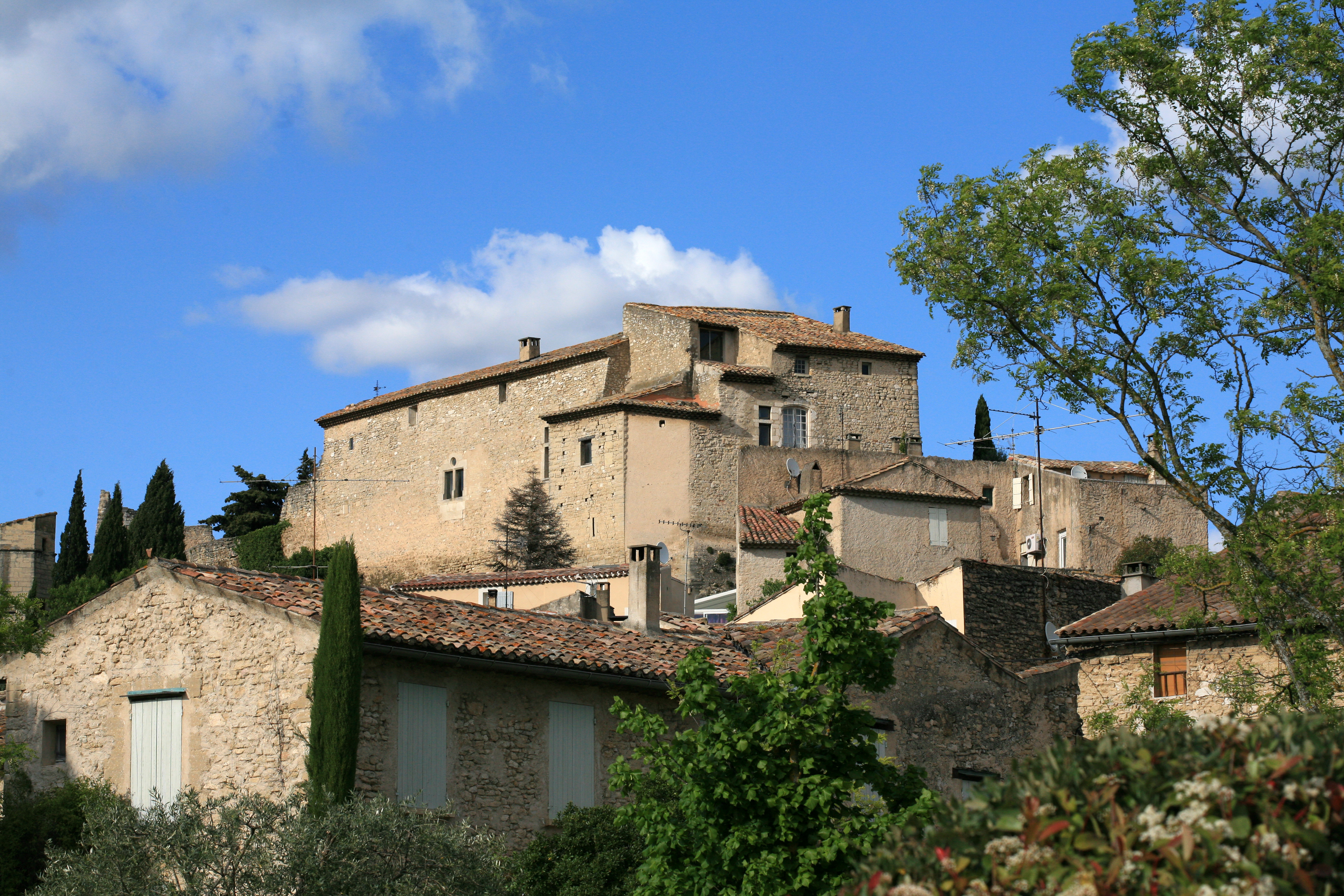
Замок, вид с юга.
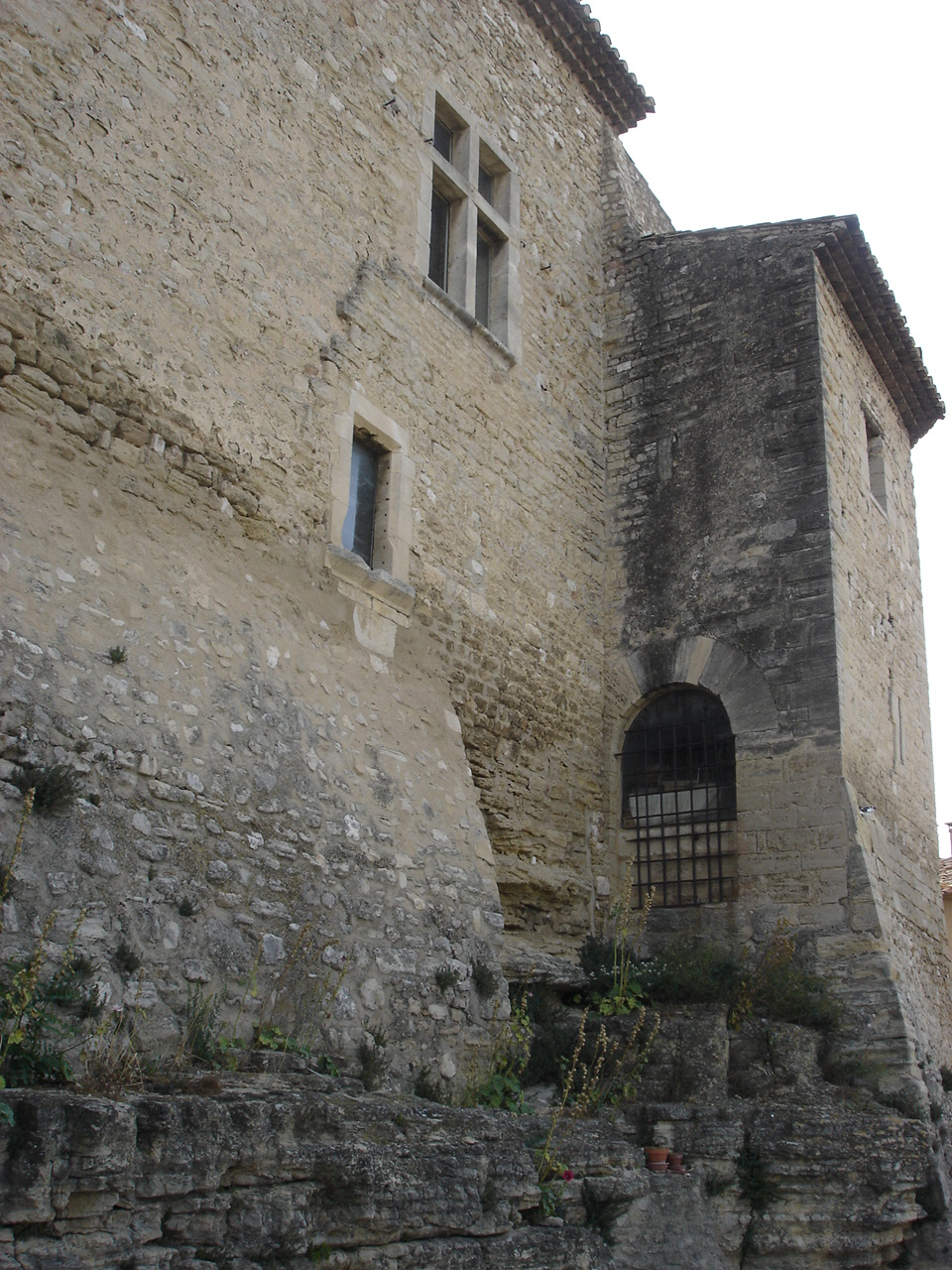
Замок. Деталь.
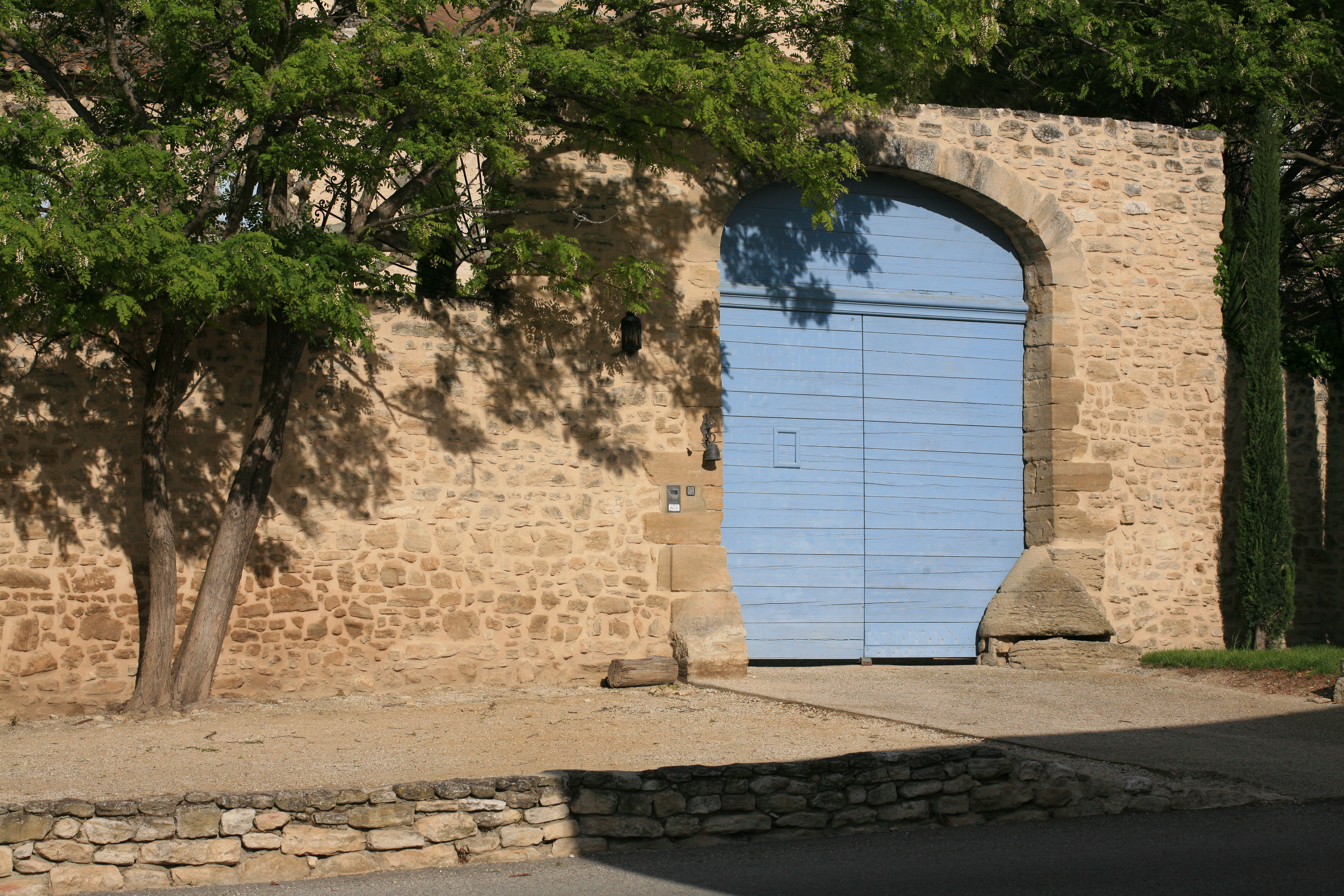
Бывшие городские ворота.
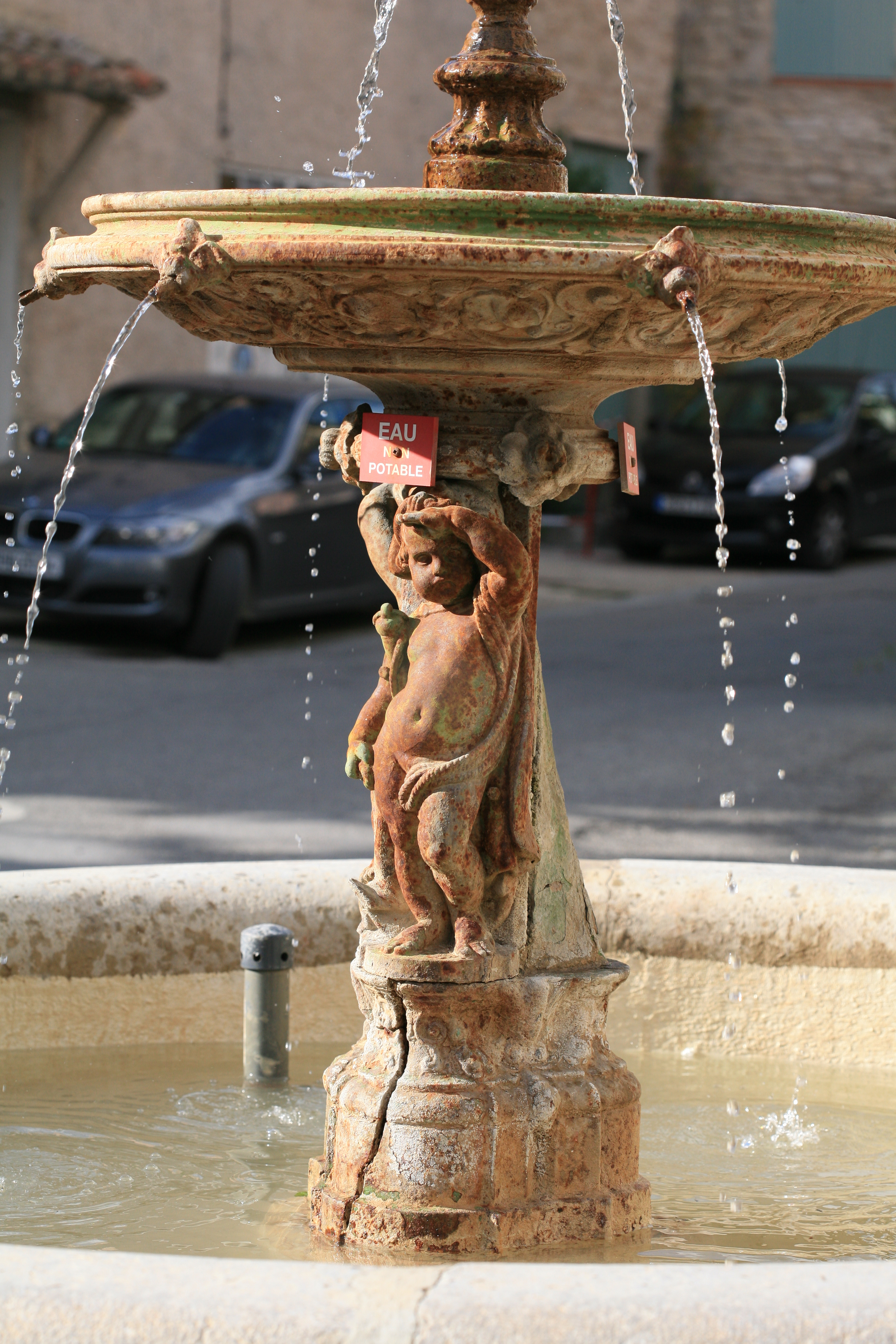
Фонтан.